# ウグリチのドミトリー
ドミトリー・イヴァノヴィチ（ロシア語: Дмитрий Иванович, 1582年10月29日 - 1591年5月15日）は、ロシアのツァレーヴィチ、ウグリチ公。雷帝イヴァン4世とその7番目の妻マリヤ・ナガヤとの間の息子。 正教会の聖人でもあり、ウグリチ公ドミトリー（Дмитрий Углицкий）とも呼ばれている。

## 生涯

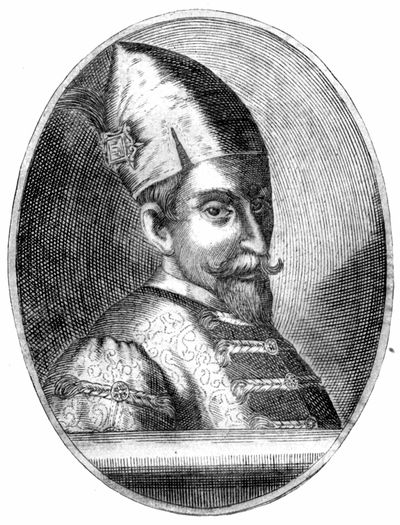
フョードル1世

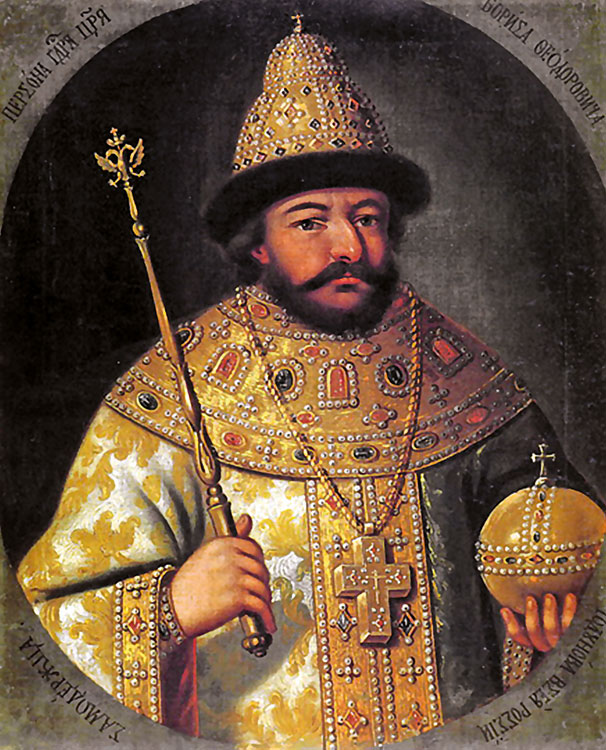
ボリス・ゴドゥノフ

1582年、イヴァン4世が52歳のときに生まれた。
1584年にイヴァン4世が亡くなると、ドミトリーの25歳年上の異母兄フョードル1世がその後を継いだが、ロシアの事実上の支配者となったのはフョードルの妻の兄で、大貴族のボリス・ゴドゥノフだった。
後に広まった話では、ゴドゥノフは自分がツァーリになる野心を抱いており、子供のいないフョードルの後を継ぐ可能性のあったドミトリーを排除しようと考えていたという。
1584年、ゴドゥノフはドミトリーとその母親マリヤ、そしてマリヤの兄弟を、ドミトリーが分領として与えられていたウグリチに追いやった。
1591年5月15日、ドミトリーは友達らと遊んでいる最中、謎に包まれた状況で、刃物による刺し傷が原因となって8歳6ヶ月で亡くなった。
しかし、1598年に異母兄フョードル1世が子供のないまま没し、ボリス・ゴドゥノフがツァーリに即位すると、もう一人の継承者となるはずだったドミトリーの死の真相を巡って、ロシアでは様々な噂が飛び交った。
ドミトリーの死はリューリク朝の断絶を決定づけ、またその死をめぐる謎がその後の政治的混乱の重要なファクターとなったため、ロシアの動乱時代に常に影を落とし続けた。

## 死因

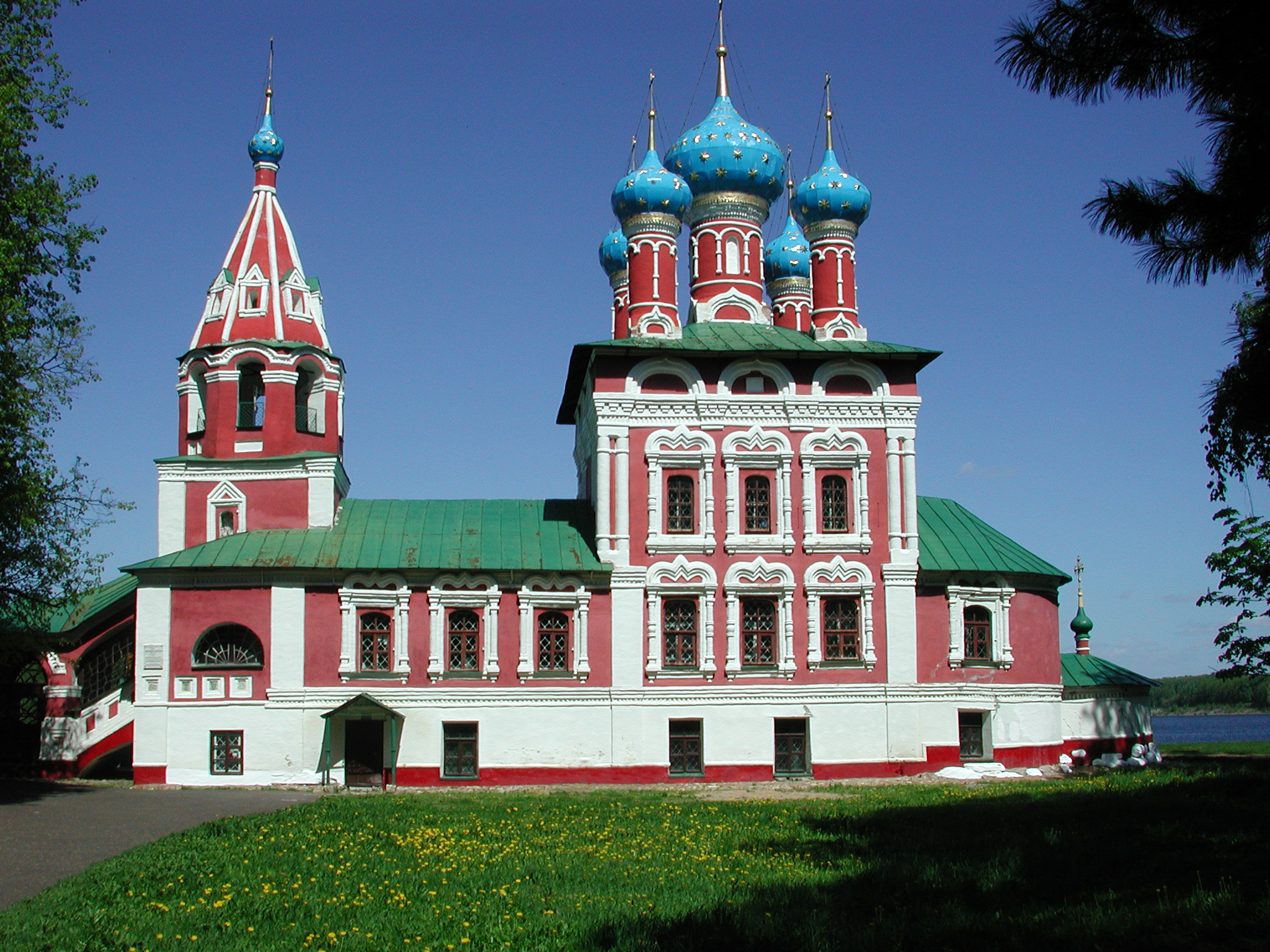
ドミトリーの「殺害現場」に建てられた、血の上のドミトリー皇子教会

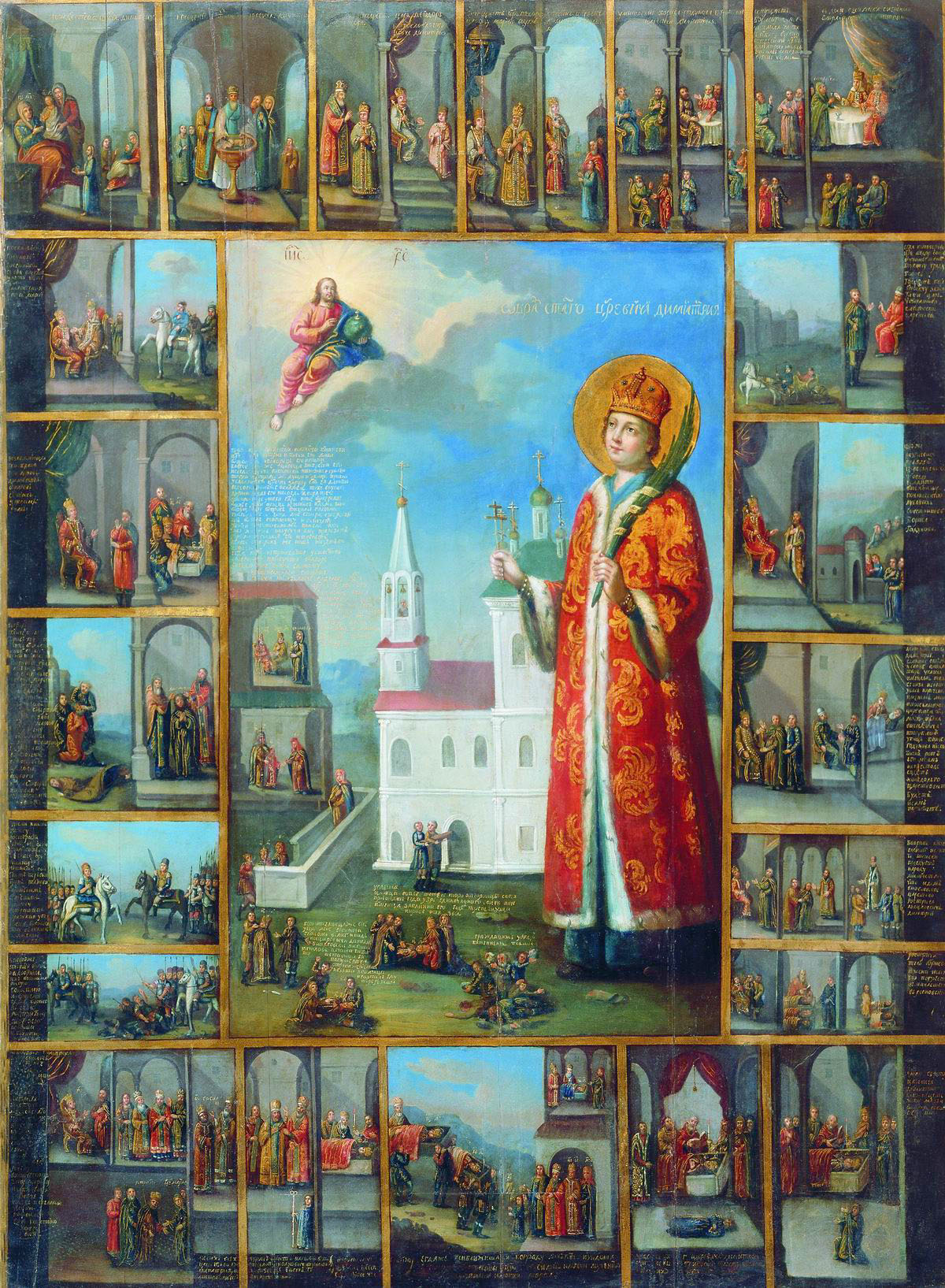
ドミトリーを描いた18世紀のイコン

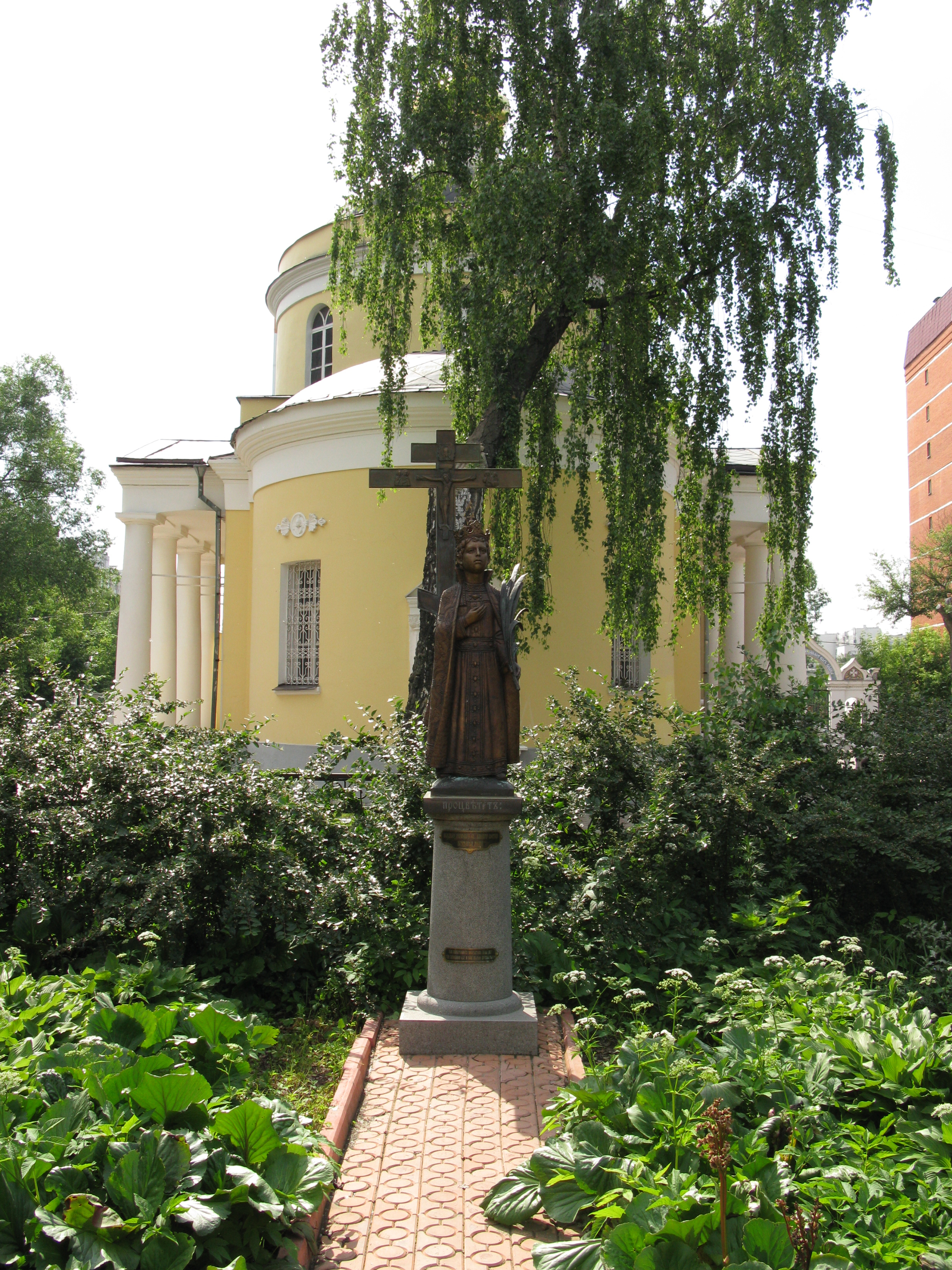
モスクワの教会にあるドミトリーの像

ロシアの年代記作家と後世の歴史家は、ドミトリーに何が起きたのかについて、内容の異なる次の3つの説を伝えている。
暗殺説
第1の説は、ドミトリーはボリス・ゴドゥノフの命令で暗殺され、暗殺者はドミトリーの死を事故に見せかけたというものである（ニコライ・カラムジーン、セルゲイ・ソロヴィヨフ、ヴァシーリー・クリュチェフスキーら19世紀の高名な歴史家たちはこの説を支持した）。
しかしこの説には批判も存在する。ドミトリーはイヴァン雷帝の7度目（数え方によっては5度目）の結婚で生まれた子供であり、結婚を3度目までしか合法と認めない正教会の教会法に照らし合わせれば、ドミトリーは非嫡出子であった。ドミトリーが存命のままだったとしても、兄フョードル1世の死後、ツァーリの座を継げたかどうかは疑わしい、というものである。
ボリス・ゴドゥノフが暗殺した説は300年以上にわたり信じられてきたが、そのようなことをすればフョードル1世の摂政をしていた彼に疑いの目が向くのは必至であり、頭の良かった彼がわざわざそのようなことをするのか、というのが最近のロシア歴史家の見解であり、この説はあまり信じられなくなってきている。
事故説
第2の説は、 ドミトリーはナイフを持って遊んでいたときにてんかんの発作を起こし、自分の持っていたナイフで喉を傷つけてしまったというものである（ミハイル・ポゴディン、セルゲイ・プラトーノフらがこの説を支持した）。
この説に対する反論は、てんかんの発作が起きれば手は大きく広がり、発作の起きている者が自分に致命傷を与えることはまずあり得ない、というものである。しかし、この事件に関する当時の調査結果によれば、皇子はナイフを使ってダーツ遊びをしていた最中に発作を起こし、ちょうど自分に向ける形で刃物を握っていたという。ナイフが自分の身体に向いた状態であったならば、発作が起きたときにそれが喉を傷つけることは、おおいにあり得ると思われ、この説が近年有力となっている。
逃亡説
第3の説は、ゴドゥノフの手下はドミトリーを暗殺しようと企んだが、間違えて誰か別の人間を殺してしまい、当のドミトリーは逃亡に成功したというものである。この説は、ポーランド貴族たちの支援を受けた自称ドミトリーたち（偽ドミトリー1世、偽ドミトリー2世、偽ドミトリー3世）が、自分たちが出現するまでの経緯を説明するために利用してもいる（イヴァン・ベリャーエフ、コンスタンチン・ベストゥージェフ＝リューミンといった初期の歴史家の一部に支持された）。
しかし現代のロシアの歴史家の大半は、暗殺者に皇子が見分けられないということはまずあり得ないため、ドミトリーが生き延びたというのは信じがたいという判断を下している。また、偽ドミトリー1世を支援していた多くのポーランド貴族たちが、彼を本物の皇子だと信じてはいなかったことは有名な事実である。

## ドミトリーの死の影響とその後

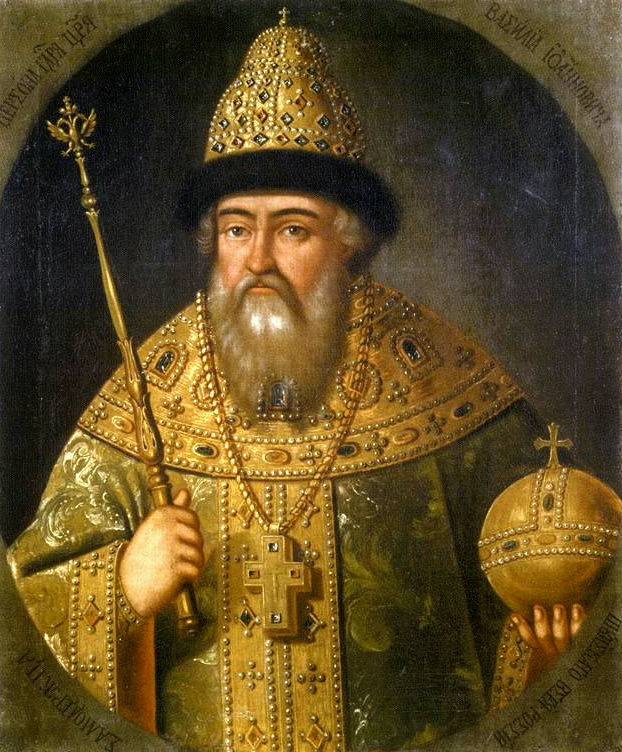
ヴァシーリー・シュイスキー

ドミトリーはリューリク朝の唯一の後継者であったため、その死と王家断絶はロシアの宮廷や内政に大混乱をもたらした。
皇子ドミトリーの死後まもなく、ウグリチでは激しい暴動が起き、暴動を起こした者たちは、ドミトリーは殺されたのであり、そして皇子の母親マリヤ・ナガヤとその兄弟ミハイル・ナゴイはドミトリーの死に責任があると主張した。
怒り狂った市民たちは、ドミトリーの「暗殺者」と見なされた者15人をリンチにかけて殺し、リンチの犠牲者の中には、モスクワ政府に仕える地元の役人とドミトリーの遊び友達の一人もいた。
後になって政府から派遣されたヴァシーリー・シュイスキーを代表とする調査団は、証言者たちを徹底的に洗い上げ、皇子は自ら喉を刃物で傷つけたのが原因で死んだと結論した。政府の調査が終わると、ドミトリーの母マリヤ・ナガヤは皇子の死に過失があったとして修道女にさせられ、辺境の修道院に追放された。

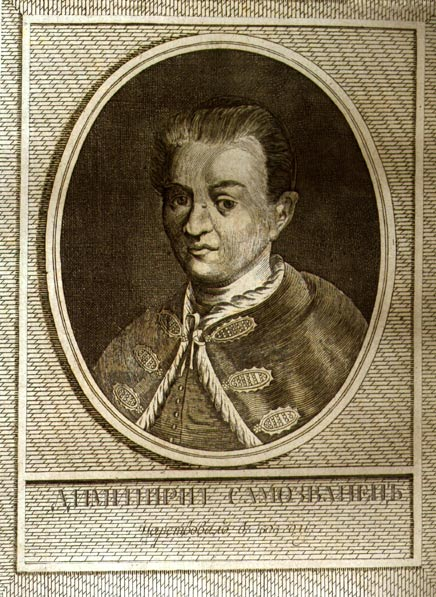
偽ドミトリー1世

異母兄のフョードル1世はドミトリーが死んだことで後継者を失うこととなり、1598年に死亡してリューリク朝の直系は絶え、ボリスが新たなツァーリとなった。
ところがボリスの治世に、死んだはずのドミトリーを名乗る若者が現れ（ボリスはこれを「偽ドミトリー」と呼んだ）、ポーランドの支持を得ながら急速に勢力を拡大し、ボリスはこれに苦慮しながら1605年に死んだ。
ボリスの死後、同年に偽ドミトリー1世がモスクワに迫った際、シュイスキーは自分の調査結果を覆し、皇子は暗殺者の手を逃れて生き延びていたと認め、ボリスの息子フョードル2世を裏切った。

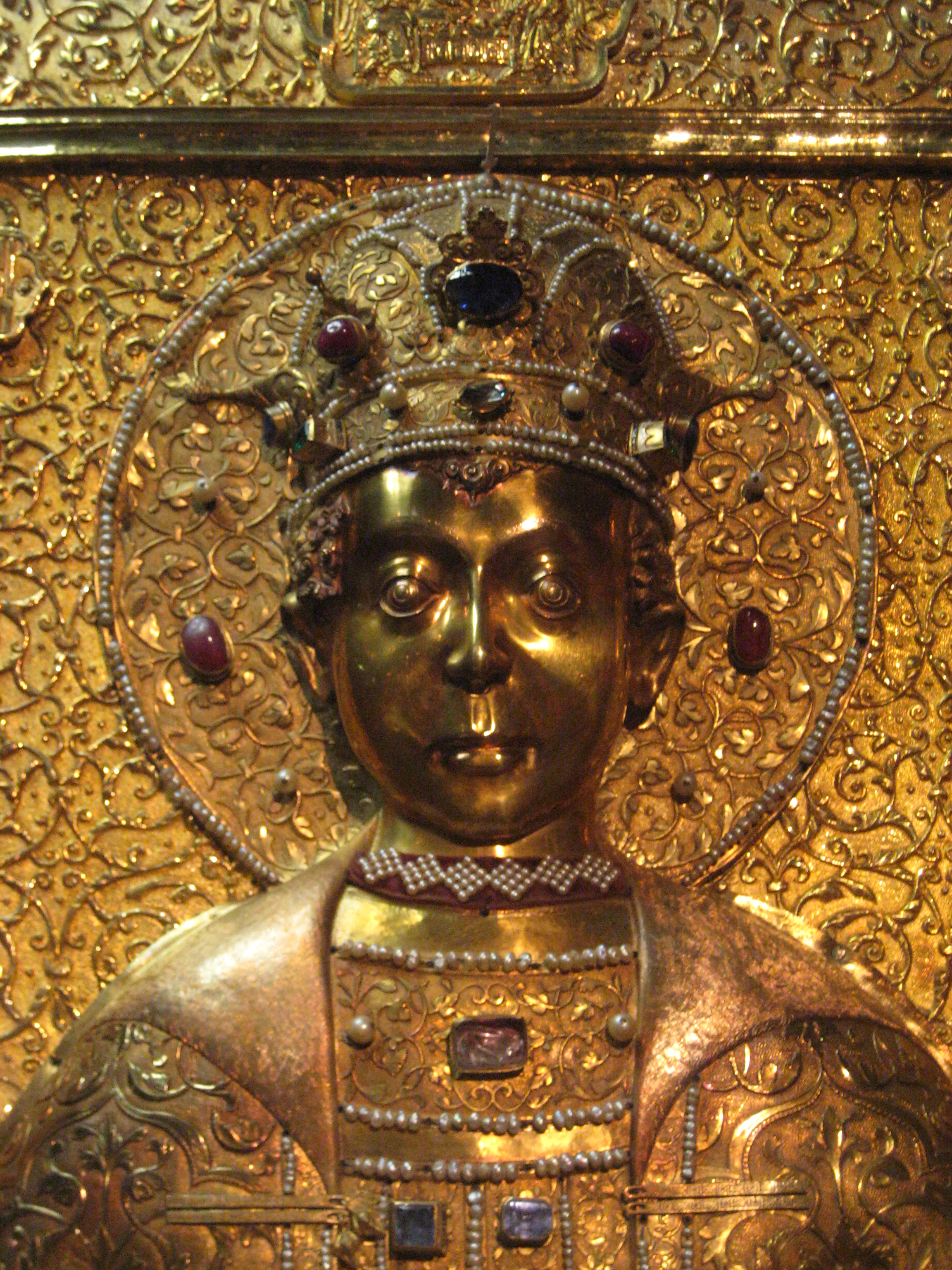
モスクワのクレムリンにあるドミトリーの像。
ロマノフ朝時代もずっと聖人として扱われており、この像は全身が金箔で覆われ、宝石や真珠がちりばめられている。

やがて偽ドミトリー1世の人気が落ち始めると、シュイスキーはさらに再び前言を撤回して、本物のドミトリーはボリス・ゴドゥノフに暗殺されたのだと主張し、1606年5月に偽ドミトリー1世も裏切り、死に追いやってツァーリの座を奪い取った。
シュイスキーは本物のドミトリーが死んでいることを実証するため、同年6月3日に皇子の遺体をウグリチからモスクワに運ばせ、この時、掘り起こされた皇子の遺体は腐敗していなかったとされ、この奇跡によってドミトリーはロシア正教会に列聖された。
とはいえ、シュイスキーもまた、偽ドミトリー2世によってその治世を苦しめられ、結局はそのせいで1610年にツァーリの座を退かねばならなかった。

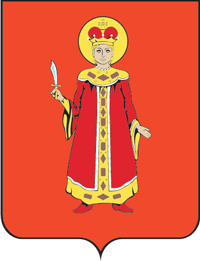
ウグリチの紋章

やがて、1613年にドミトリーの異母兄フョードル1世の従甥にあたるミハイル・ロマノフの即位によって動乱時代は終結し、ロマノフ朝が成立するところとなったが、その治世に彼を聖人として扱うため、1628年から1630年にかけて、モスクワのクレムリンには全身が金箔に覆われた像が作られたほどだった。
ドミトリーの死に関しては、20世紀になると、ロシアの歴史家の大多数が、ドミトリーは事故死したというシュイスキーの報告に基づいた最初の公式見解が、最も信用できると考えるようになった。
ドミトリーは現在も、「敬虔なる皇子ウグリチのドミトリー（благоверный царевич Димитрий Углицкий）」として崇敬されており、現在のウグリチの紋章はドミトリーをモチーフにしたものである。